# Terge Hauge
Terge Hauge (Bergen, 5 de outubro de 1965) é um ex-árbitro da Noruega.

## Carreira
Desde sua estreia em 1990, Hauge arbitrou 232 partidas na Eliteserien. Ele é um árbitro autorizado pela FIFA desde 1993. Recebeu o prêmio Kniksen como árbitro do ano na Eliteserien em 2004, 2007 e 2010. Hauge foi classificado como árbitro da categoria Elite na UEFA, até o fim de sua carreira internacional.
Ele oficializou a grandes competições :
- Campeonato Mundial de Futebol Sub-17 de 1997 (final)
- Supercopa Europeia 2004
- Copa do Mundo FIFA (1 jogo)
- Campeonato Mundial de Futebol Sub-20 de 2005 (final)
- Liga dos Campeões da UEFA de 2005-06 (final)